# Johann Caspar Nückel
Johann Caspar Nückel (* 3. Februar 1754 in Schmallenberg-Oberkirchen; † 18. August 1814 in Köln) war ein Jurist, Ratsherr und Hochschullehrer.

## Leben
Nückel besuchte das Gymnasium Wedinghausen in Arnsberg. Anschließend studierte er Jura in Köln und erhielt den Doktor der Rechte. Der spätere Rechtsprofessor an der Kölner Universität qualifizierte sich im Jahr 1786 vor dem Kölner Rat und erwarb zwei Jahre später die Bürgerschaft. In der Zeit von 1788 bis 1794 war Nückel auch Ratsherr in Köln. In dieser Zeit am 8. März 1792 wurde sein Sohn, der später Arzt und Ratsherr, Johann Benedikt geboren. Der Verfasser von juristischen Schriften war auch Fiskalrichter in Köln.